# 格子振動
格子振動（こうししんどう、英語: lattice vibration）は、結晶中の原子が、それぞれの安定な位置（格子点）の周辺で行う微小な振動である。固体における熱の一部は、この格子振動に由来しており、ある固体の温度が高い時、その個体における格子振動の振幅が大きいことを示している。
格子振動は、熱伝導の原因の一つであり、比熱とも関係が深い（→デバイ比熱）、また格子振動によって電子が散乱される（→電気伝導に影響）。
格子振動は、従来型の超伝導と深く関わっている（→BCS理論）。格子振動の量子は、フォノンである。

## 歴史

### 比熱
アインシュタインは1911年に、固体の比熱の温度変化を説明するためにアインシュタイン模型を提唱した。この模型では、結晶の各原子が独立に一定の振動数で振動する振動子とした。これに量子仮説と組み合わせて、固体の比熱が高温においては古典値に、低温では急激に０になることを示した。しかしアインシュタイン模型は、格子振動を単純化しすぎていた。
この拡張として振動子間に相互作用を入れて結合系の基準振動を考える試みは、翌年の1912年にボルンとフォン・カルマンによって、また同じ1912年にデバイによっても行われた。ボルンとフォン・カルマンは、実際の固体の構造は、原子が周期的な三次元配列に並んだものであると仮定した格子模型を示した。このときは格子模型はまだ仮説でしかなかった。結晶によるX線回折の発見はFriedrich、Knipping、ラウエによって1913年に公にされ、格子理論が確固としたものになった。格子理論では固体中の原子は格子振動しており、それぞれの格子振動は波数ベクトル、振動数、かたよりの性質によって特徴づけられる。これは系の基準モードであって、そのエネルギーは同じ振動数をもつ調和振動子の場合と同じように量子化される（このとき生じる量子がフォノン）。そうすると結晶にただ一つの振動数が付随するのではなくて、ある複雑な仕組みで原子間の力に依存する振動数分布が存在することになる。
一方でデバイ模型では固体を離散的な格子でなく、連続弾性体とした。これはボルン-フォン・カルマンの理論ほど正確なものではなかったが、単純さの点では優れていた。デバイ模型では、基準モードは等方的な連続媒質中の波動のように取り扱われ、離散的な点の位置に質量が集中しているような系での波動とは扱わない。しかしこのことにより振動数分布が非常に簡単になり、アインシュタイン模型と同じように定積熱容量CVはすべての結晶に対してT/θDの同じ関数になる。このθDはデバイ温度である。デバイによって導入された振動数分布は結晶の実際の振動数分布の特性をかなり取り入れているため、多くの実験事実とよく合っていた。弾性波（音波）の量子（フォノン）の集まりを考えることで、低温におけるT3則と高温のデュロン・プティの法則が導かれた。
理論と実験結果との比較によってデバイ理論の欠点が注目されるようになったのは1930年代である。ボルンとフォン・カルマンの理論を用いてその正しい説明を与えたのがBlackmanである。

### X線散乱への影響
原子の熱運動が結晶のX線反射に与える影響については、デバイやアイバー・ワラーによって論じられた。格子振動によってブラッグ反射強度が減少するだけでなく、ブラッグの法則では許されないような方向にでてくる熱散漫散乱も格子振動は影響を与える。この事実は1938年にLavalによって実験的に見いだされた。またLavalはボルンとフォン・カルマンの理論を用いて正しい説明を与えた。

### 熱伝導・電気伝導
結晶の比熱は、調和近似以上に理論を進めなくても、かなり良く理解することができる。そして理論はフォノンの振動数だけが関係しているため比較的簡単である。一方で熱伝導率は、格子波と結晶の境界、不純物原子、および転移などの欠陥との相互作用や格子波間の相互作用を考慮しなければ全く理解できない。熱伝導の理論は、1929年にパイエルスによって与えられた。パイエルスはまた格子振動による電子散乱の理論にも貢献したが、この散乱は調和近似においても電気抵抗に寄与するものである。

## 調和性と非調和性
3次元結晶のポテンシャルエネルギーを平衡位置からのずれ（変位）{\displaystyle u}でテイラー展開すると、次のように書ける。
{\displaystyle {\begin{aligned}U&=U_{0}+\sum _{lb\alpha }{\frac {\partial U}{\partial u_{\alpha }(lb)}}{\Bigg |}_{0}u_{\alpha }(lb)+{\frac {1}{2!}}\sum _{lb,l'b'}\sum _{\alpha \beta }{\frac {\partial ^{2}U}{\partial u_{\alpha }(lb)\partial u_{\beta }(l'b')}}{\Bigg |}_{0}u_{\alpha }(lb)u_{\beta }(l'b')+{\frac {1}{3!}}\sum _{lb,l'b',l''b''}\sum _{\alpha \beta \gamma }{\frac {\partial ^{2}U}{\partial u_{\alpha }(lb)\partial u_{\beta }(l'b')\partial u_{\gamma }(l''b'')}}{\Bigg |}_{0}u_{\alpha }(lb)u_{\beta }(l'b')u_{\gamma }(l''b'')+\dots \\&=U_{0}+{\frac {1}{2!}}\sum _{lb,l'b'}\sum _{\alpha \beta }\Phi _{\alpha \beta }(lb,l'b')u_{\alpha }(lb)u_{\beta }(l'b')+{\frac {1}{3!}}\sum _{lb,l'b',l''b''}\sum _{\alpha \beta \gamma }\Phi _{\alpha \beta \gamma }(lb,l'b',l''b'')u_{\alpha }(lb)u_{\beta }(l'b')u_{\gamma }(l''b'')+\dots \\&=U_{0}+U_{2}+U_{3}+\dots \\\end{aligned}}}
ここで{\displaystyle \alpha ,\beta ,\gamma ,\dots }は{\displaystyle x,y,z}のいずれか、{\displaystyle l}は結晶中の単位セルの位置、{\displaystyle b}は単位セル中の原子の位置を表す。{\displaystyle U_{2}}は調和ポテンシャル、{\displaystyle U_{3},U_{4},\dots }は非調和ポテンシャルと呼ばれる。
振動が小さいならば、調和振動と見なすことができる。この調和近似のときは、以下のことが結論できる。
- 2つの格子波は相互作用しない。1個の波動は減衰しないし、時間が経過しても形が変わらない。
- 熱膨張がない
- 等温弾性定数と断熱弾性定数は等しい。
- 弾性定数は圧力と温度に無関係である。
- （デバイ温度より）高い温度で、比熱は一定になる。

一方で振動が激しいときは、非調和振動の影響が大きくなり、モード間での相互作用が生じる。その結果、熱膨張や格子波の減衰などの現象が起こる。

## 基準振動
振動が微少である場合は、基準振動（固有振動）の足し合わせで表せる。基準振動は独立な調和振動子である。よって格子振動は独立な調和振動子の集まりと等価である。

## 1次元格子の古典論
原子の3次元格子を扱う前に、単純化した1次元格子（または線形鎖）のモデルを考える。このモデルでも十分に複雑で、フォノンの重要な特徴が表れている。
原子間に働く力は線形で、最近傍のみ働くと過程すると、弾性ばねによって表される。
それぞれの原子は点粒子と仮定し、原子核と電子は互いに足並みを合わせて運動すると考える（断熱近似）。
n − 1   n   n + 1   ←   d   →
···o++++++o++++++o++++++o++++++o++++++o++++++o++++++o++++++o++++++o···
→→ → →→→
un − 1 un un + 1
ここでnはn番目の原子、dは鎖が平衡状態にあるときの原子間距離、 unはn番目の原子の平衡位置からの変位である。
Cをばね定数、mを原子の質量とすると、n番目の原子の運動方程式は次にようになる。
{\displaystyle -2Cu_{n}+C\left(u_{n+1}+u_{n-1}\right)=m{\frac {d^{2}u_{n}}{dt^{2}}}}
これは結合方程式であり、解は振動的だと予想されるため、離散フーリエ変換によって新たな座標を定義して分解することができる。
ここで解として次を考える。
{\displaystyle u_{n}=\sum _{k=1}^{N}U_{k}e^{iknd}}
ここでndは通常の連続変数xを置き換える。 
Ukは基準座標として知られている。
これを運動方程式に代入すると、次のように分解される（これには離散フーリエ変換における正規直交性と完全性関係が必要である。
{\displaystyle 2C(\cos {kd-1})U_{k}=m{\frac {d^{2}U_{k}}{dt^{2}}}}
これは次の解を持つ調和振動子の運動方程式である。
{\displaystyle U_{k}=A_{k}e^{i\omega _{k}t};\qquad \omega _{k}={\sqrt {{\frac {2C}{m}}(1-\cos {kd})}}}
それぞれの基準座標Ukは、基準モード（ノーマルモード）として知られる波数kを持つ格子の独立した振動モードを表す。
ωkについての2つ目の式は角周波数と波数の間の分散関係と呼ばれる
。

## 音響モードと光学モード

二原子鎖における光学(optical)モードと音響(acoustic)モード

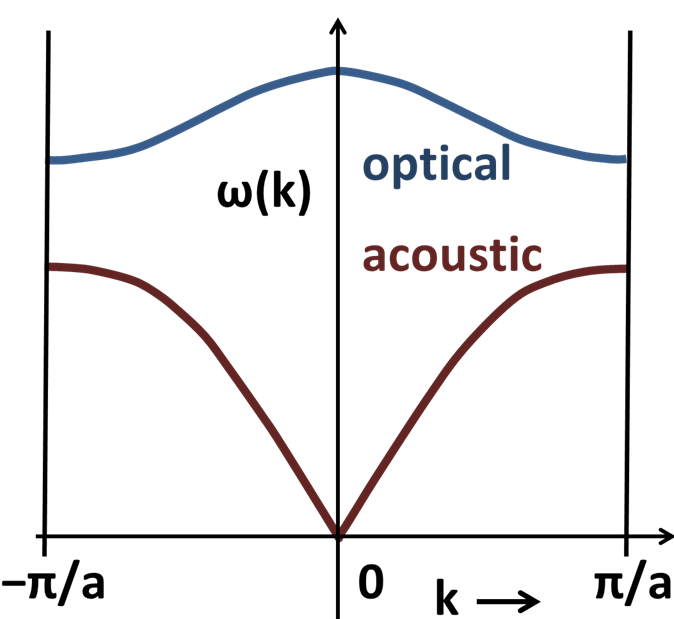
線形２原子鎖における分散曲線。opticalは光学モード、acousticは音響モード

N個の原子からなる結晶では、振動モードは3N個だけある。そのうち3個は音響モードであり、残りの3(N-1)個は光学モードである。波数ベクトルｋが０の極限で固有振動数ωが０になるようなモードを音響モードという。一方０にならないモードを光学モードという。
音響モードでは単位胞内の原子は同じ方向に変位する。波数が０の音響モードは、すべての構成原子が一斉に同じ方向に同じ振幅だけ動くようなモードであり、またその振動数は０である。長波長の音響モードの格子振動は弾性波として表すことができる。
一方、光学モードでは単位胞内の隣りあう原子が反対向きに運動する。波数が０のときの光学モードでは、多原子系の重心は不変である。光学モードは双極子モーメントの変化を伴うため光学的に活性である。光学モードでは結晶の属する点群、モードの対称性を表す既約表現の種類によって、ラマン活性や赤外活性を評価できる。赤外活性であるならば赤外吸収によって、ラマン活性ならばラマン散乱によって、その振動数を知ることができる。

## 縦波モードと横波モード
ある波数ベクトルkで表されるモードは、縦波モードと横波モードに分類することができる。
有限の波数を持つ縦波モードは疎密波であり、固体の周期的な体積変化をもたらす。体積変化は密度変化である。横波モードには密度変化は見られない。